# August Wedekind
August Wedekind (* 4. Mai 1890 in Limmer, Landkreis Alfeld (Leine); † 11. September 1955 in Duingen) war ein deutscher Politiker (SPD) und Mitglied des Niedersächsischen Landtages.

## Leben
Nach dem Besuch der Volksschule absolvierte August Wedekind eine handwerkliche Ausbildung als Schneider. Er ging auf Wanderschaft, arbeitete als Stanzmesserschmied und wechselte schließlich in das Mechanikerhandwerk.
Er trat im Jahr 1910 in die SPD und auch in die Gewerkschaft ein. In den Jahren 1924 bis 1933 war er Bürgermeister seiner Heimatgemeinde und in Alfeld Abgeordneter des Kreistags. In der Zeit des Nationalsozialismus wurde er 1933 aller seiner Ämter enthoben. Seine Heimat musste er vorübergehend verlassen. Nach Kriegsende wurde er in Duingen 1945 Bürgermeister und später Kreistagsabgeordneter. Vom 14. September 1953 bis zum 11. September 1955 war er Mitglied des Niedersächsischen Landtages (2. und 3. Wahlperiode).